# Saint-Christaud (Gers)
Saint-Christaud (gaskognisch: Sent Cristau) ist eine französische Gemeinde mit 63 Einwohnern (Stand 1. Januar 2022) im Département Gers in der Region Okzitanien (bis 2015 Midi-Pyrénées); sie gehört zum Arrondissement Mirande und zum Gemeindeverband Cœur d’Astarac en Gascogne. Die Bewohner nennen sich Saint-Christophins/Saint-Christophinnes.

## Geografie
Saint-Christaud liegt rund elf Kilometer westnordwestlich von Mirande und 29 Kilometer südwestlich von Auch im Süden des Départements Gers. Die Gemeinde besteht aus Weilern, zahlreichen Streusiedlungen und Einzelgehöften.
Nachbargemeinden sind Bassoues im Norden, Pouylebon im Osten, Bars im Osten und Südosten, Pallanne im Süden, Monlezun im Südwesten sowie Laveraët im Westen.

## Bevölkerungsentwicklung
| Jahr                       | 1793 | 1831 | 1962 | 1968 | 1975 | 1982 | 1990 | 1999 | 2006 | 2011 | 2016 |
| Einwohner                  | 324  | 570  | 150  | 136  | 130  | 100  | 112  | 90   | 78   | 72   | 64   |
| Quellen: Cassini und INSEE |      |      |      |      |      |      |      |      |      |      |      |